# أحمد الحريري
أحمد أبو القاسم بشير الحريري (20 أبريل/نيسان 1943 - 25 فبراير/شباط 2015) هو شاعر وكاتب وصحفي ليبي، ويُعد أحد أهم شعراء الأغنية الليبية في الستينات وحتى الآن كتب أكثر من 1000 أغنية، وقدّم للإذاعة المرئية أكثر من 800 ساعة بين برامج ومسلسلات درامية ومنوعات. تُوفي في 25 فبراير/شباط 2015.

## نشأته
ولد في المدينة القديمة بطرابلس لعائلة طرابلسية من طبقة الصيادين الفقراء. والده صياد وكانت أمنيته أن ينجب ولد مثقف ومتمكن من اللغة العربية ولكون أحمد ابن صياد أثر البحر فيه وأصبح ملهمه. درس الابتدائية إلى جانب مزاولته لمهنة التطريز ثم عمل كمدرس للغة العربية وهو في الثانية عشر من العمر من شدة تمكنه منها. توفي والده وهو لا يزال في سنين المراهقة فعمل في ملهى ليلي كمطرب تحت اسم أحمد توفيق ليعيل أمه وإخواته.

## حياته
إنضم إلى المجموعة الصوتية بفرقة الإذاعة بطرابلس ومنها جاءت المحاولات الأولى للكتابة وانطلق من هناك فكتب شعراً وأغاني بروح طرابلس فوضع أساس للأغنية الطرابلسية وتعاون مع مطربي جيله أمثال : سلام قدري ومحمود كريم ومحمود الشريف وطبعاً عراب الفنانين كاظم نديم...وكتب مسلسلات ناقش فيها عيوب المجتمع فقد كان من أوائل الكتاب الليبين الذين ناقشوا مجتمعنا وعيوبه في قالب من المواقف من الحياة اليومية. وهو من اكتشف إسماعيل العجيلي (سمعة) ويوسف الغرياني (قزقيزة) وشكل منهم ثنائي جميل ونذكر من المسلسلات : السوس والمنحرفون.
و قد تعاون مع المخرج المصري حسين كمال في : بطاقة حب وكلمة ونص وفكر واكسب.

## مؤلفاته
1. لو تعرفي (ديوان شعر) 1965
2. وجدت في عيونكم مدينتي (رواية) 1972
3. خمسينية صائد الرياح (ديوان شعر) 1995
4. عزف منفرد على مقام العشق (ديوان شعر) 1998
5. فراغات عاطفية (ديوان شعر) 2006
6. إقلب الصفحة (ديوان شعر/خواطر صحفية) 2007

## المخطوطات
1. احتجاج من العالم السفلي (ديوان شعر)
2. قوارير (ديوان شعر)
3. الأعمال الكاملة
4. جراحك يا شتيوي (دراما)
5. حكايات قصيرة (قصة)

## الجوائز
1. نوط الواجب العسكري من الطبقة الأولى
2. وسام الفاتح من الدرجة الأولى
3. ذهبية الإبداع الدرامي من مهرجان القاهرة للإذاعة والتلفزيون
4. درع تكريم من احتفالية الفاتح للشعر الغنائي
5. جائزة تكريم من مهرجان موسكو عن مسلسل السوس
6. المرتبة الأولى في مهرجان المغرب عن أغنية مربوع الطول.[3]